# Joseph Shaw
Pour les articles homonymes, voir Shaw.
Joseph Shaw, né en 1874 et mort en 1952, est un écrivain et un rédacteur en chef américain, auteur de roman policier.

## Biographie
Il est un des descendants de Roger Shaw, immigrant de la Nouvelle-Angleterre en 1630. Il fait des études supérieures au Bowdoin College, à Brunswick, dans le Maine. Il travaille dans un journal new-yorkais, puis dans une compagnie lainière. Il est maître escrimeur et gagne le championnat américain de sabre. Pendant la Première Guerre mondiale, il est capitaine instructeur et se rend en Tchécoslovaquie et en Grèce.
En 1926, il devient rédacteur en chef de Black Mask. Sous sa direction, la revue devient le magazine de référence des pulps de littérature policière. Expliquant sa ligne éditoriale, il affirme « nous voulions de la simplicité pour des besoins de clarté, de la plausibilité et de la véracité. Nous voulions de l'action, mais avec des personnages en trois dimensions ». Pendant sa carrière, il participe à l'éclosion du genre Hardboiled et fait découvrir bon nombre d'auteurs de premier plan, comme Raymond Chandler, Dashiell Hammett et Erle Stanley Gardner.
Dans les années 1930, il publie quatre romans policiers.

## Œuvre

### Romans
- Derelict (1930)
- Danger Ahead (1932)
- Blood and the Curb (1936)
- It Happened at the Lake (1937)

### Autres ouvrages
- From Woll the Cloth (1904)
- Spain of Today (1909)

## Sources
: document utilisé comme source pour la rédaction de cet article.
- Claude Mesplède (dir.), Dictionnaire des littératures policières, vol. 2 : J - Z, Nantes, Joseph K, coll. « Temps noir », 2007, 1086 p. (ISBN 978-2-910-68645-1, OCLC 315873361), p. 764.